# 848年
| 千纪： | 1千纪                                                                                           |
| 世纪： | 8世纪 \| 9世纪 \| 10世纪                                                                        |
| 年代： | 810年代 \| 820年代 \| 830年代 \| 840年代 \| 850年代 \| 860年代 \| 870年代                       |
| 年份： | 843年 \| 844年 \| 845年 \| 846年 \| 847年 \| 848年 \| 849年 \| 850年 \| 851年 \| 852年 \| 853年 |
| 纪年： | 戊辰年（龙年）；唐大中二年；南诏天启九年；日本承和十五年，嘉祥元年；渤海国咸和十八年            |

## 大事记
- 唐大中二年沙州人張議潮率眾起義，驅逐吐蕃，收復沙州、瓜州，是為歸義軍的前身。
- 回鹘汗國遏捻可汗投奔庫莫奚酋長碩舍朗，卢龙节度使张仲武讨奚，遏捻可汗惧，挟妻葛禄、子特勒毒斯驰九骑夜委众西奔，漠北回鹘彻底灭亡。
- 教皇利奧四世築羅馬城。

## 出生
- 阿方索三世 (莱昂)，西班牙君王
- 唐彥謙，唐朝诗人

## 逝世
- 崔元式，唐朝大臣
- 牛僧孺，唐朝大臣
- 楊嗣復，唐朝大臣
- 特里斯坦十世，皮克特人的国王